# Wagler-bambuszvipera
A Wagler-bambuszvipera vagy templomvipera (Tropidolaemus wagleri) a hüllők (Reptilia) osztályába, a pikkelyes hüllők (Squamata) rendjébe és a viperafélék (Viperidae) családjába tartozó faj.

## Elterjedése
Dél-Thaiföld nyugati része, Malajziában, Indonéziában Szumátrán, a Riau-szigeteken, Bangka, Billiton, Nias, a Mentawai Islands (Siberut), Natuna, Karimata, Borneó (Sabah, Sarawak és Kalimantan), Sulawesi és Buton, a Fülöp-szigeteken belül a Balabac, Basilan, Bohol, Dinagat, Jolo, Leyte, Luzon, Mindanao, Negros, Palawan, Samar és Tumindao szigeteken.
A típushely nem tartozik bele az eredeti leírásba, bár Schlegel (1837) Szumátráról írta le a fajt.
Élőhelye síkvidéki erdők, alacsony bozótosokban, kisebb fákon és erdős mocsarak területekre korlátozódik.

## Megjelenése
Rendkívül változékony állatok, az egyes egyedek szinte más faj benyomását keltik. Élénk színezetű, busa fejű ázsiai gödörkésarcú vipera. A felnőtt egyedek színe zöld, türkizkék vagy fekete lehet, sárga és világoszöld sávoktól és fekete foltoktól díszesek. Az általános mintázat létrejötte igen érdekes. A fiatal egyedek ugyanis élénkzöldek, farkuk vörös, és félig fehér, félig vörös pontsorokkal díszítettek. Amint növekednek, a sorozatos vedlések hatására a pontsorok csíkokká vagy keresztsávokká olvadnak össze, és rajtuk feketéskék pettyek jelennek meg. Szemükön álcázásul gyakran barna csík fut keresztül. Végezetül kialakul a felnőttkorra jellemző rajzolat. A nőstények hosszabbra nőnek, hozzávetőleg 1 m-re, amíg a hímek jellemzően nem nőnek túl a 75 centiméteren.

## Életmódja
Az aktivitás időszaka a hőmérséklet függvényében alakul, de rendszerint éjszakára tehető. Tanulékony, a zsákmányra mozdulatlan állapotban sokáig várakozni képes ragadozó. Amikor a zsákmány arra megy, gyorsan lecsap. Kevéssé harcias faj, sokszor erős ingerlésre sem támad (habár nem árt szem előtt tartani hogy mérges kígyóról lévén szó, lehet az bármilyen kevésbé harcias faj, azért az óvatosság létfontosságú szereppel bír).

## Szaporodása
Elevenszülő faj, az utódok száma alkalmanként 15–20 db,  de már volt 40 egyedből álló szaporulat is. Az újszülöttek hossza 12–15 centiméter.

## Tartása
Ez a bambuszvipera magas terráriumot igényel (80×50×100 cm), melyben mászásra és pihenésre szolgáló ágakat és műnövényeket kell elhelyeznünk. Vizestálból rendszerint nem vesz magához folyadékot, de azért egyet helyezzünk el a terráriumba. Hetente több ízben (2–3 alkalommal) langyos vízzel kell permetezni a terráriumot, de csak olyan szinten, hogy a leveleken megmaradjanak a vízcseppek. A hőmérséklet 23–27 °C körül alakuljon. 12 órás megvilágítást ajánlanak, de ez nem kritikus. A Tropidoleamus wagleri nem sütkérezik. UV világítást nem ajánlanak. A vadon befogott felnőtteknél az élősködők ellen profilaktikusan Flagyl (metronidazol) adagolandó. Mesterséges környezetben leölt rágcsálókkal etethető, szabadon, más hüllőket, békákat, valamint madarakat is fogyaszt.

### Mérge
A mérgükben a haemotoxinok vannak túlsúlyban, tehát a vért, annak alakos elemeit és a szöveteket károsítja. Harapásuk mindazonáltal rendkívül ritka, a marás helyi tüneteken kívül komolyabb bajt nem okoz, bár nem szabad félvállról venni, forduljunk szakemberhez (toxikológushoz).

## Érdekesség
A Tropidolaemus wagleri korábban a Trimeresurus nembe tartozott. Specifikus nevét a 19. századi német természettudósról és herpetológusról, Johann Georg Waglerről kapta. „Templomviperának” (Temple viper) az Azure Cloud híres vagy hírhedt templomáról nevezik (Malajzia, The Snake Temple, Penang szigetén). A viperákat az istenségük, Chor Soo Kong, szent képviselőinek tekintik. A templomvipera sok helyen fordul elő a templom körül szabadon, a növényeken, szobrokon. Állítólag nem harapnak, talán a templomban égetett tömjén vastag felhői miatt. Turisták gyakran fényképezkednek maroknyi (méregtelenített) egyeddel kezükben. Azt tartják, szerencsét hoz, így néhányan otthonukban is tartanak belőle.